# Álgebra de Weyl
Em álgebra abstrata, a álgebra de Weyl é o anel de operadores diferenciais com coeficientes polinomiais (em uma variável),
{\displaystyle f_{n}(X)\partial _{X}^{n}+\cdots +f_{1}(X)\partial _{X}+f_{0}(X).}
Mais precisamente, seja F um corpo e F[X] o anel de polinômios em uma variável, X, com coeficiêntes em F. Então cada fi está em F[X].  ∂X é a derivada com relação a X. A álgebra é gerada por X e ∂X.